# Falsa Punta Rancho
Falsa Punta Rancho är en udde i Antarktis. Den ligger på Deception Island i Sydshetlandsöarna. Argentina, Chile och Storbritannien gör anspråk på området.
Terrängen inåt land är huvudsakligen kuperad, men åt nordost är den platt. Havet är nära Falsa Punta Rancho åt sydost.  Trakten är glest befolkad. Närmaste befolkade plats är Gabriel de Castilla Spanish Antarctic Station, 8,1 kilometer nordväst om Falsa Punta Rancho.